# Вероника мелкоплодная
Веро́ника мелкопло́дная (лат. Veronica microcarpa) — многолетнее травянистое растение, вид рода Вероника (Veronica) семейства Подорожниковые (Plantaginaceae).

## Распространение и экология
Кавказ: Нахичеванская Республика и Армения (Мегринский район), в долине Аракса; Азия: Турция (крайний север-восток) и Иран (северная и западные части).
Произрастает на каменистых и щебнистых, пустынных, иногда засолённых склонах, на галечниках, в нижнем поясе гор, на высоте 900—1500 м над уровнем моря.
Самый ксерофильный вид рода, она растёт при годовом количестве осадков 270—300 мм.

## Ботаническое описание
Стебли многочисленные, высотой 5—15 (до 20) см, распростёртые или приподнимающиеся, в нижней части крепкие, почти деревянеющие.
Листья на черешках, обратнояйцевидно-округлые, длиной 5—13 мм, шириной 3—13 мм, с клиновидным, цельнокрайный основанием, по краю гребенчато-городчатые, с правильными, тупыми и иногда почти двойными зубцами и вырезами.
Кисти длиной около 5 см, расположены в пазухах 2—6 верхних листьев, супротивные, на длинноватых цветоносах, многоцветковые, при плодах густые; цветоножки прямые, длиннее или почти равны продолговатым или продолговато-ланцетным прицветникам и чашечке, железистоволосистые. Чашечка короче венчика, с четырьмя продолговатыми или продолговато-ланцетными, тупыми, неравными долями; венчик синий или розово-фиолетовый, более чем вдвое длиннее чашечки.
Коробочка немного короче чашечки, длиной 2,5—3 мм, округлая, слегка сплюснутая, по ширине несколько превышает длину, остро выемчатая, опушённая. Семена длиной около 1 мм, ладьевидно вогнутые, с выпуклой стороны гладкие.

## Таксономия
Вид Вероника мелкоплодная входит в род Вероника (Veronica) семейства Подорожниковые (Plantaginaceae) порядка Ясноткоцветные (Lamiales).
|  |                                      |  |                                                             |                                                             |                          |  | ещё 21 семейство (согласно Системе APG II) | ещё 21 семейство (согласно Системе APG II) |                           |  |  |  | ещё от 300 до 500 видов |
|  |                                      |  |                                                             |                                                             |                          |  | ещё 21 семейство (согласно Системе APG II) | ещё 21 семейство (согласно Системе APG II) |                           |  |  |  | ещё от 300 до 500 видов |
|  |                                      |  |                                                             | порядок Ясноткоцветные                                      |                          |  |                                            |                                            | род Вероника              |  |  |  |                         |
|  |                                      |  |                                                             | порядок Ясноткоцветные                                      |                          |  |                                            |                                            | род Вероника              |  |  |  |                         |
|  | отдел Цветковые, или Покрытосеменные |  |                                                             |                                                             | семейство Подорожниковые |  |                                            |                                            | вид Вероника мелкоплодная |  |  |  |                         |
|  | отдел Цветковые, или Покрытосеменные |  |                                                             |                                                             | семейство Подорожниковые |  |                                            |                                            |                           |  |  |  |                         |
|  |                                      |  | ещё 44 порядка цветковых растений (согласно Системе APG II) | ещё 44 порядка цветковых растений (согласно Системе APG II) |                          |  |                                            | ещё 90 родов                               | ещё 90 родов              |  |  |  |                         |
|  |                                      |  |                                                             | ещё 44 порядка цветковых растений (согласно Системе APG II) |                          |  |                                            |                                            | ещё 90 родов              |  |  |  |                         |